# Conops ceylonicus
Conops ceylonicus är en tvåvingeart som beskrevs av Enrico Adelelmo Brunetti 1923. Conops ceylonicus ingår i släktet Conops och familjen stekelflugor.
Artens utbredningsområde är Sri Lanka. Inga underarter finns listade i Catalogue of Life.